# رایمو ساویوما
رایمو ساویوما (فنلاندی: Raimo Saviomaa؛ زادهٔ ۱۵ آوریل ۱۹۴۶) بازیکن فوتبال اهل فنلاند بود.
از باشگاه‌هایی که در آن بازی کرده‌است می‌توان به باشگاه فوتبال هلسینکی و باشگاه فوتبال کوسیسی اشاره کرد.
وی همچنین در تیم ملی فوتبال فنلاند بازی کرده‌است.